# 21e étape du Tour d'Espagne 2016
La 21e étape du Tour d'Espagne 2016 s'est déroulée le dimanche 11 septembre 2016, entre Las Rozas de Madrid et Madrid.

## Résultats

### Classement de l'étape
| \| Classement de l'étape \| Classement de l'étape \| Classement de l'étape \| Classement de l'étape \| Classement de l'étape \| \| Coureur \| Coureur \| Pays \| Équipe \| Temps \| \| --------------------- \| --------------------- \| --------------------- \| --------------------- \| --------------------- \| \| 1er \| Magnus Cort Nielsen \| Danemark \| Orica-BikeExchange \| 2 h 48 min 52 s \| \| 2e \| Daniele Bennati \| Italie \| Tinkoff \| + 0 s \| \| 3e \| Gianni Meersman \| Belgique \| Etixx-Quick Step \| + 0 s \| |                     |          |                    |                 |
| |                     |          |                    |                 |
| Source : ProCyclingStats |                     |          |                    |                 |
| Classement de l'étape |                     |          |                    |                 |
| Coureur | Coureur             | Pays     | Équipe             | Temps           |
| 1er | Magnus Cort Nielsen | Danemark | Orica-BikeExchange | 2 h 48 min 52 s |
| 2e | Daniele Bennati     | Italie   | Tinkoff            | + 0 s           |
| 3e | Gianni Meersman     | Belgique | Etixx-Quick Step   | + 0 s           |

### Classement général
| \| Classement général \| Classement général \| Classement général \| Classement général \| Classement général \| \| Coureur \| Coureur \| Pays \| Équipe \| Temps \| \| ------------------ \| ---------------------- \| ------------------ \| ---------------------- \| ------------------ \| \| 1er \| Nairo Quintana \| Colombie \| Movistar Team \| 83 h 31 min 28 s \| \| 2e \| Christopher Froome \| Royaume-Uni \| Team Sky \| + 1 min 23 s \| \| 3e \| Esteban Chaves \| Colombie \| Orica-BikeExchange \| + 4 min 08 s \| \| 4e \| Alberto Contador \| Espagne \| Tinkoff \| + 4 min 21 s \| \| 5e \| Andrew Talansky \| États-Unis \| Cannondale-Drapac \| + 7 min 43 s \| \| 6e \| Simon Yates \| Royaume-Uni \| Orica-BikeExchange \| + 8 min 33 s \| \| 7e \| David de la Cruz \| Espagne \| Etixx-Quick Step \| + 11 min 18 s \| \| 8e \| Daniel Moreno \| Espagne \| Movistar Team \| + 13 min 04 s \| \| 9e \| Davide Formolo \| Italie \| Cannondale-Drapac \| + 13 min 17 s \| \| 10e \| George Bennett \| Nouvelle-Zélande \| LottoNL-Jumbo \| + 14 min 07 s \| \| 11e \| Michele Scarponi \| Italie \| Astana \| + 15 min 33 s \| \| 12e \| Alejandro Valverde \| Espagne \| Movistar Team \| + 15 min 57 s \| \| 13e \| Jean-Christophe Péraud \| France \| AG2R La Mondiale \| + 18 min 22 s \| \| 14e \| Ben Hermans \| Belgique \| BMC Racing Team \| + 19 min 10 s \| \| 15e \| Egor Silin \| Russie \| Katusha \| + 22 min 05 s \| \| 16e \| Maxime Monfort \| Belgique \| Lotto-Soudal \| + 29 min 37 s \| \| 17e \| Jan Bakelants \| Belgique \| AG2R La Mondiale \| + 36 min 30 s \| \| 18e \| Sergio Pardilla \| Espagne \| Caja Rural-Seguros RGA \| + 38 min 38 s \| \| 19e \| Haimar Zubeldia \| Espagne \| Trek-Segafredo \| + 40 min 29 s \| \| 20e \| Kenny Elissonde \| France \| FDJ \| + 42 min 26 s \| |                        |                  |                        |                  |
| |                        |                  |                        |                  |
| Source : ProCyclingStats |                        |                  |                        |                  |
| Classement général |                        |                  |                        |                  |
| Coureur | Coureur                | Pays             | Équipe                 | Temps            |
| 1er | Nairo Quintana         | Colombie         | Movistar Team          | 83 h 31 min 28 s |
| 2e | Christopher Froome     | Royaume-Uni      | Team Sky               | + 1 min 23 s     |
| 3e | Esteban Chaves         | Colombie         | Orica-BikeExchange     | + 4 min 08 s     |
| 4e | Alberto Contador       | Espagne          | Tinkoff                | + 4 min 21 s     |
| 5e | Andrew Talansky        | États-Unis       | Cannondale-Drapac      | + 7 min 43 s     |
| 6e | Simon Yates            | Royaume-Uni      | Orica-BikeExchange     | + 8 min 33 s     |
| 7e | David de la Cruz       | Espagne          | Etixx-Quick Step       | + 11 min 18 s    |
| 8e | Daniel Moreno          | Espagne          | Movistar Team          | + 13 min 04 s    |
| 9e | Davide Formolo         | Italie           | Cannondale-Drapac      | + 13 min 17 s    |
| 10e | George Bennett         | Nouvelle-Zélande | LottoNL-Jumbo          | + 14 min 07 s    |
| 11e | Michele Scarponi       | Italie           | Astana                 | + 15 min 33 s    |
| 12e | Alejandro Valverde     | Espagne          | Movistar Team          | + 15 min 57 s    |
| 13e | Jean-Christophe Péraud | France           | AG2R La Mondiale       | + 18 min 22 s    |
| 14e | Ben Hermans            | Belgique         | BMC Racing Team        | + 19 min 10 s    |
| 15e | Egor Silin             | Russie           | Katusha                | + 22 min 05 s    |
| 16e | Maxime Monfort         | Belgique         | Lotto-Soudal           | + 29 min 37 s    |
| 17e | Jan Bakelants          | Belgique         | AG2R La Mondiale       | + 36 min 30 s    |
| 18e | Sergio Pardilla        | Espagne          | Caja Rural-Seguros RGA | + 38 min 38 s    |
| 19e | Haimar Zubeldia        | Espagne          | Trek-Segafredo         | + 40 min 29 s    |
| 20e | Kenny Elissonde        | France           | FDJ                    | + 42 min 26 s    |